# 21. Międzynarodowy Festiwal Filmowy w Wenecji
21. Międzynarodowy Festiwal Filmowy w Wenecji odbył się w dniach 24 sierpnia – 7 września 1960 roku.
Jury pod przewodnictwem francuskiego dramaturga i scenarzysty Marcela Acharda przyznało nagrodę główną festiwalu, Złotego Lwa, francuskiemu filmowi Przejście Renu w reżyserii André Cayatte'a. Drugą nagrodę w konkursie głównym, Nagrodę Specjalną Jury, przyznano włoskiemu obrazowi Rocco i jego bracia w reżyserii Luchino Viscontiego.

## Członkowie jury

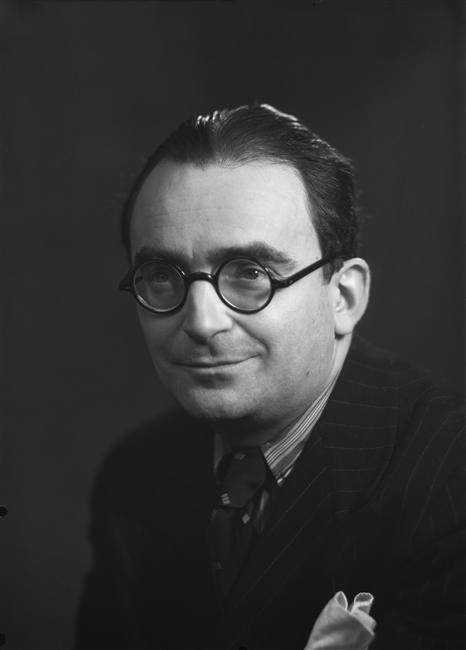
Przewodniczący jury konkursu głównego Marcel Achard

### Konkurs główny
- Marcel Achard, francuski dramaturg i scenarzysta − przewodniczący jury[2]
- Peter Baker, brytyjski krytyk filmowy
- Siergiej Bondarczuk, rosyjski reżyser i aktor
- Louis Chauvet, francuski dziennikarz
- Luis García Berlanga, hiszpański reżyser
- Antonio Pagliaro, włoski krytyk filmowy
- Jaime Potenze, argentyński krytyk filmowy
- Mario Praz, włoski krytyk literacki
- Samuel Steinman, amerykański dziennikarz
- Jerzy Toeplitz, polski historyk filmu
- Arturo Tofanelli, włoski pisarz